# Uromyces orientalis
Uromyces orientalis är en svampart som beskrevs av Syd. & P. Syd. 1907. Uromyces orientalis ingår i släktet Uromyces och familjen Pucciniaceae.   Inga underarter finns listade i Catalogue of Life.